# Out of Athens
Pour plus de détails, voir Fiche technique et Distribution.
Out of Athens est un film pornographique gay américain en deux parties, réalisé par John Rutherford, tourné en Grèce et sorti en 2000. 

## Synopsis
Un jeune employé de nettoyage (Johnny Brosnan) souhaite entrer dans la fraternité étudiante d'une université californienne. À cause de son statut social, son admission est refusée par un représentant de la fraternité (Cameron Fox). Ensuite a lieu la cérémonie d'initiation de la fraternité, qui se révèle une orgie entre étudiants. Le jeune refusé parvient cependant à monter sur le bateau de leur croisière. Il couche avec un étudiant bien pourvu (Travis Wade), à qui il vole de l'argent et un t-shirt de l'université Harvard. À l'arrivée en Grèce,  un étudiant de Harvard (Lindon Hawk) le prend pour un membre de la fraternité et l'invite à leur fête. Il rencontre un jeune Grec (Roland Dane) qui lui propose de lui faire visiter la ville et les environs avant de lui témoigner un intérêt plus intime. En visitant la côte, le touriste américain observe des hommes dans leurs jeux sexuels, dans les rochers et sur une terrasse (Dean Phoenix, Franco Corsini et Eric Leneau).
Son ami grec l'invite chez son cousin (George Vidanov) pour l'héberger, et il surprend le cousin avec son compagnon (Joe Calderon). Ensuite, un autre homme (Colby Taylor) lui raconte sa bonne fortune avec un jeune homme (Eric Hart), scène montrée en flash-back. Invité à la fête de la fraternité, il se rend dans une magnifique propriété avec piscine, peuplée de jeunes hommes athlétiques. Mais l'étudiant à qui il a volé un t-shirt (Travis Wade) arrive et le dénonce comme imposteur. Les membres de la fraternité lui font payer son intrusion en le forçant à leur faire des fellations et en le soumettant à un viol collectif. Dans un taxi, son ami grec le retrouve hagard au bord de la route. Il le ramène chez lui, et après un bain romantique, ils font l'amour.

## Fiche technique
- Titre original : Out of Athens
- Réalisation : John Rutherford
- Scénario : John Rutherford, Todd Montgomery, Rick Crawshaw[1]
- Photographie : Todd Montgomery
- Montage : Delta Productions
- Son : Max Philips
- Musique : E.M. Diaz
- Société de production : Falcon Entertainment
- Sociétés de distribution : Falcon Entertainment
- Langues : anglais
- Format : Couleur - 1.33 : 1 - Dolby Digital
- Genre : Film pornographique
- Durée : 90 et 85 minutes
- Dates de sortie : 2000 aux  États-Unis

## Distribution
| Première partie - Billy Kincaid - Cameron Fox - Dean Phoenix - Emilio Santos - Eric Leneau - Franco Corsini - Hans Ebson - Jeffrey Dickinson - Jeremy Jordan - Jeremy Tucker - Johnny Brosnan - Jose Ganatti - Nick Young - Roland Dane - Seth Adkins - Alexei Gromoff (as Thomas Williams) - Travis Wade - Tristan Paris - Colby Taylor - Lindon Hawk |  | Deuxième partie - Robert Balint - Johnny Brosnan - Joe Calderon - Zoltan Csanyi (as Fernando Lizalde) - Roland Dane - Erik Hanlan - Eric Hart - Lindon Hawk - David Moretti - Marc Pierrot - Matt Spencer - Colby Taylor - George Vidanov - Travis Wade |

## Récompenses
- GayVN Awards 2001 : meilleur réalisateur pour John Rutherford (ex aequo avec Chi Chi LaRue pour Echoes), meilleure vidéographie pour Todd Montgomery, meilleure scène de groupe[2]
- Grabby Awards 2001 : meilleure scène de groupe[3].

## Autour du film
Out of Athens est considéré comme l'un des films les plus ambitieux de John Rutherford, inspiré d'un de ses voyages de jeunesse en Grèce. Il a été décrit comme « un vague remake pornographique du thriller homosexuel Le Talentueux Mr Ripley avec Matt Damon ».